# 栄町駅 (嘉義市)
栄町駅（さかえちょうえき）はかつて台湾台南州嘉義市栄町（現在の嘉義市西区国華里）にあった阿里山森林鉄路阿里山線の廃駅。
日本統治時代の1933年（昭和8）5月21日に設置され、嘉義駅と竹崎駅を結ぶ通勤列車の停車駅となった。1944年（昭和19）4月1日に廃止された。
台湾総督府鉄道（現・台湾鉄路管理局）縦貫線の軌間1,067mmの側線が嘉義駅から当駅付近まで並行しており、阿里山方面から森林鉄道で運ばれ貯木されていた資材がここで総督府鉄道に積み替えられていた(p57)。
現在の文化路と国華街に挟まれた場所に位置し、廃止後の駅施設は現存しない。

## 駅周辺
- 嘉義市政府消防局第一消防大隊第一消防分隊庁舎
- 中正公園
- 中央広場（戦前の台湾総督府嘉義医院跡）
- 阿里山林業村林業芸術園区（戦前の嘉義製材所（中国語版））
- 嘉義地方法院（中国語版）嘉義簡易庭

## 隣の駅
阿里山森林鉄路
阿里山線
嘉義駅 - 栄町駅 - 北門駅